# Karim Fachtali
Abdelkarim Fachtali (* 30. März 1988 in Benisaid, Marokko) ist ein niederländischer Fußballspieler mit marokkanischen Wurzeln, der auf der Position des Stürmers spielt. Er war in der Eredivisie für RKC Waalwijk aktiv. Vorher spielte er für NEC Nijmegen, TOP Oss und FC Oss sowie FC Omniworld und Almere City FC. 2012 wechselte er zu Qaisar Qysylorda nach Kasachstan.